# Phil-Mar van Rensburg
Pour les articles homonymes, voir Rensburg.
Phil-Mar Janse van Rensburg (né le 23 juin 1989) est un athlète sud-africain, spécialiste du lancer du javelot.

## Biographie
Il remporte la médaille d'or lors des championnats d'Afrique 2016, à Durban.

### Palmarès
| Date | Compétition            | Lieu         | Résultat | Épreuve | Performance |
| ---- | ---------------------- | ------------ | -------- | ------- | ----------- |
| 2015 | Jeux africains         | Brazzaville  | 3e       | Javelot | 76,85 m     |
| 2016 | Championnats d'Afrique | Durban       | 1er      | Javelot | 76,04 m     |
| 2018 | Jeux du Commonwealth   | Gold Coast   | 4e       | Javelot | 79,83 m     |
| 2018 | Championnats d'Afrique | Asaba        | 2e       | Javelot | 76,57 m     |
| 2022 | Championnats d'Afrique | Saint-Pierre | 3e       | Javelot | 74,10 m     |

### Records
| Épreuve           | Performance | Lieu      | Date         |
| ----------------- | ----------- | --------- | ------------ |
| Lancer du javelot | 80,49 m     | Germiston | 18 mars 2017 |